# Elsbachhaus
Das Elsbachhaus (eigene Schreibweise: Elsbach Haus) in Herford ist ein fünfgeschossiges Büro- und Einkaufszentrum in einem ehemaligen Fabrikgebäude, das sich gegenüber dem Museum MARTa Herford befindet. Seit 1990 steht das Gebäude unter Denkmalschutz.

## Lage

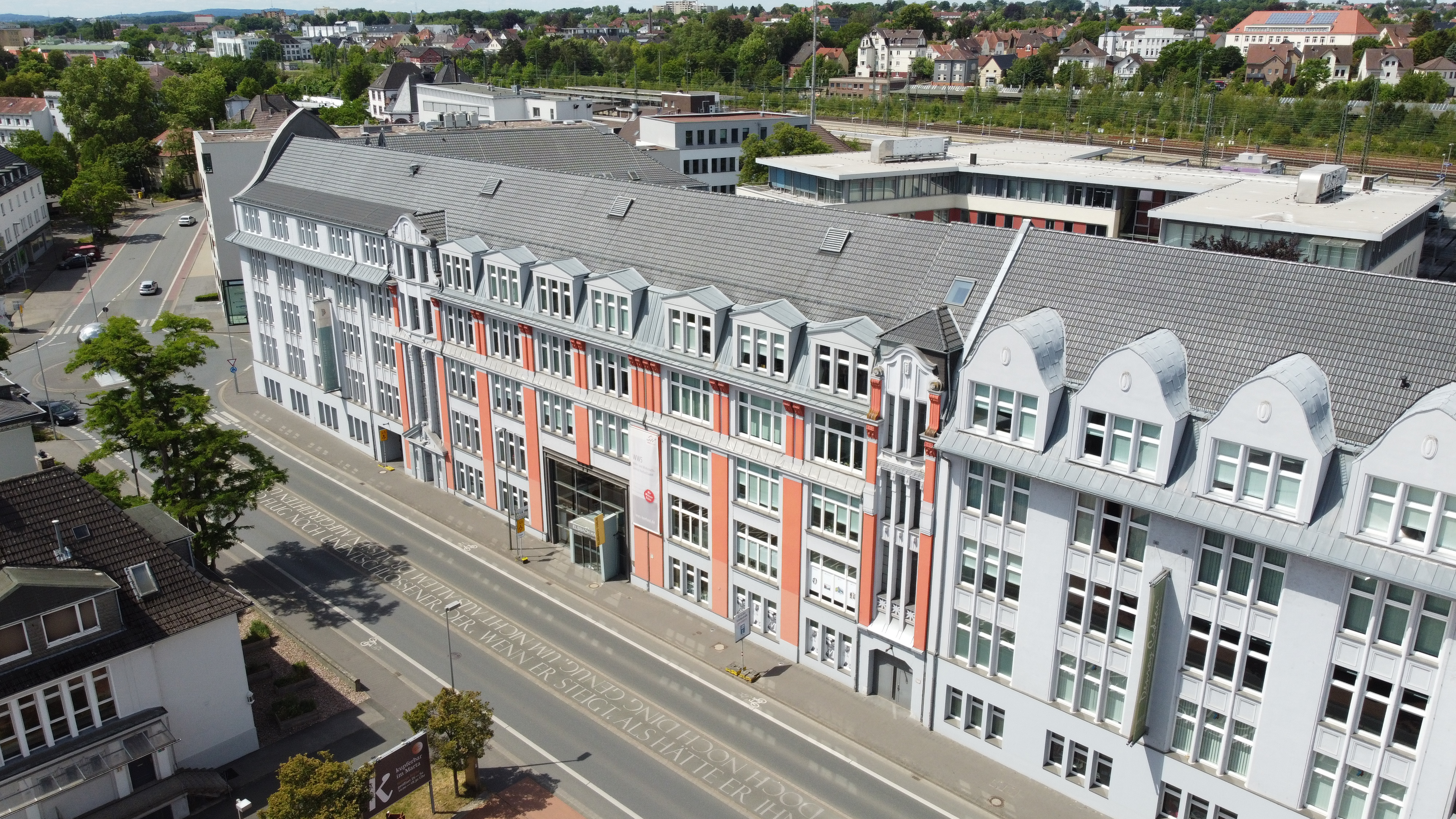
Elsbachhaus Luftbild

Das Elsbachhaus steht in der Radewiger Feldmark an der Goebenstraße gegenüber dem vom Architekten Frank Gehry entworfenen Museum MARTa und nur ca. 300 Meter vom Herforder Bahnhof entfernt. In unmittelbarer Nachbarschaft befindet sich auch die Herforder Musikschule, das Parkhaus MARTa-Areal mit 456 Parkplätzen und ein IntercityHotel mit 135 Gästezimmern.

## Geschichte

### Wäsche- und Bekleidungsfabrik
Das Jugendstil-Gebäude wurde 1909 als Fabrikbau für die Hemdenfabrik Elsbach gebaut. Das im Jahre 1848 gegründete Unternehmen wurde 1875 unter der Firma Herforder Hemdenfabrik J. Elsbach & Co. ins Handelsregister eingetragen und galt um 1914 als größte europäische Wäschefabrik. Nachdem die jüdische Familie Elsbach 1938 ihre Anteile an dem Unternehmen verkaufen musste, wurde das Gebäude bis Anfang der 1960er Jahre von der Bekleidungsfirma Ahlers als Produktionsstätte genutzt. In Gedenken an die in einem Konzentrationslager ermordete Schwester des letzten Inhabers erhielt der Platz neben dem Elsbachhaus und gegenüber dem Museum MARTa den Namen „Käte-Elsbach-Platz“.

### Post
1965 übernahm die Deutsche Bundespost das Gebäude. Sie richtete dort das neue Herforder Hauptpostamt ein, das seinen alten Standort am Stephansplatz hatte. An der Ecke Schillerstraße befand sich die Poststelle für den Publikumsverkehr. Im übrigen Gebäude wurde die Briefverteilstelle mit einer elektronischen Briefverteilanlage für die damalige Postleitzahlenleitregion 49, die Teile Ostwestfalen-Lippes und Niedersachsens abdeckte, eingerichtet. Es handelte sich dabei einen Vorläufer des Briefzentrums 32, das am 25. April 1996 an der Bielefelder Straße errichtet wurde. Außerdem befand sich in dem Gebäude die Briefzustellung, von der aus alle Zusteller die Post in der Stadt Herford verteilten. Jahrelang erfreute sich dort auch ein Autobriefkasten für einen großen Einzugsbereich um Herford herum und aus dem Kreis Lippe großer Beliebtheit, da die dort auch spät abends eingeworfenen Postsendungen noch am nächsten Tag den Empfänger erreichten. Neben dem Elsbachhaus war damals die Paketumschlagstelle für die Postleitzahlenleitregion 49, von wo in den Anfangsjahren die Pakete mit Gepäckkarren zu den Postzügen oder Postwagen der Fernverkehrszüge gebracht wurden. Die Aufgaben der Paketumschlagstelle wurden später vom Paketzentrum 33 in Bielefeld übernommen.

### Büro- und Einkaufszentrum
Im Jahr 2002 übernahm die Stadt Herford das damals leerstehende Gebäude, um es im Zusammenhang mit dem Neubau des Museum MARTa zu einem modernen Büro- und Einkaufszentrum mit fast 8.000 Quadratmeter Nutzfläche umzubauen. Ein Jahr vor der Eröffnung des Museums wurde das Elsbachhaus im Jahre 2004 eingeweiht. Ursprünglich sollte die Einweihung gleichzeitig erfolgen, allerdings verzögerte sich die Fertigstellung des Museums. Danach wurde das benachbarte Parkhaus MARTa-Areal gebaut. Auf einer weiteren benachbarten Fläche wurde im Oktober 2022 ein IntercityHotel eröffnet.

## Heutige Nutzung

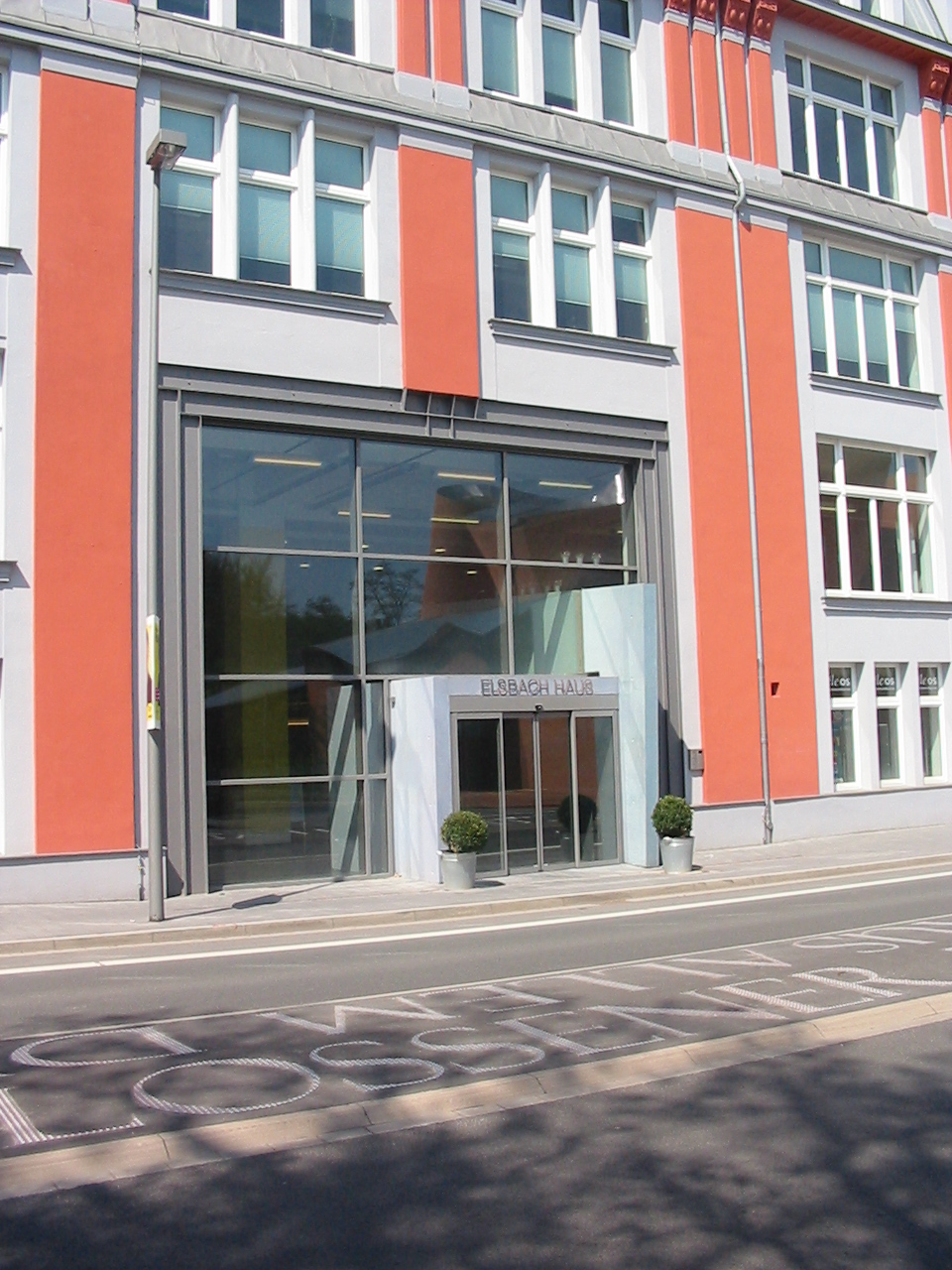
Eingangsbereich des Elsbachhauses

### Büros
Die Büros, die sich auf einer Fläche von 8.000 Quadratmetern überwiegend in den oberen drei Etagen befinden, werden unter anderem vom Telefondienstleister EWE Tel, der  Wohn- und Wirtschafts-Service GmbH (WWS Herford GmbH), der Stadtmarketinggesellschaft Pro Herford, einer Werbeagentur und einem Softwareunternehmen genutzt. Außerdem wurden dort im April 2009 die Studios von Radio Herford bezogen, die seit der Gründung des Lokalradios im Jahre 1991 im Parkhaus an der Berliner Straße beheimatet waren.

### Einkaufszentrum und Restaurant
Das Einkaufszentrum mit einer Nutzfläche von 2.500 Quadratmetern in den unteren beiden Etagen ist offen gestaltet, so dass man ohne störende Wände oder Türen von einem Laden in den anderen wechseln kann. Auf 1.000 Quadratmetern gibt es dort mehrere Mode- und Bekleidungsgeschäfte. Auf den übrigen Flächen befinden sich unter anderem ein Buchladen, ein Friseur, ein Optiker, ein Schmuckgeschäft, ein Computergeschäft  und ein Fitnessstudio. Ein ebenfalls offen gestaltetes Restaurant mit einer offenen Küche und einem Außenbereich hat sich inzwischen zu einer beliebten Herforder Gaststätte entwickelt. Bestandteil des Restaurants ist eine Kochschule, die monatlich themenspezifische Kochkurse anbietet.
Im weitläufigen Foyer werden im kleinen Rahmen zeitlich befristete Konzerte, Ausstellungen, Lesungen, Einkaufsmessen und Ähnliches durchgeführt.

### Bibliothek
Käthe Elsbach errichtete nach ihrer Heirat (1911) mit Adolf Maass in der Hamburger Blumenstrasse eine umfangreiche Bibliothek. Zu Beginn des Nationalsozialismus bemühte sich die Familie die wertvolle Bibliothek zu retten, indem sie sie zu einem Verwandten nach England schickte. Ein Nachfahre (Gerry Maass) bot 1999 der Stadt Herford die Bibliothek an. Nach langwierigen Verhandlungen kehrte die Bibliothek erst nach dem Tod von Gerry Maass im Frühjahr 2010 nach Herford zurück. Die Erben Maass schenkten die Bibliothek der Jüdischen Gemeinde Herford-Detmold. Die Bibliothek befindet sich nun im Elsbachhaus als Erinnerung an die Familie Elsbach/Maass.